# Jozefa
A Jozefa a József név latinos Josephus változatának női megfelelője.

## Rokon nevek
- Jozefin:[1] a Jozefina rövidülése.[2]
- Jozefina:[1] a Jozefa továbbképzése.[2]

## Gyakorisága
Az 1990-es években a Jozefa, Jozefin és Jozefina egyaránt szórványos név volt, a 2000-es években nem szerepelnek a 100 leggyakoribb női név között.

## Névnapok
Jozefa:
- február 14.[2]
- március 17.[2]
- március 19.[2]
- október 3.[2]

Jozefina, Jozefin:
- február 14.[2]
- március 17.[2]
- március 19.[2]
- október 3.[2]

## Híres Jozefák, Jozefinek és Jozefinák
- Mária Jozefa : több (fő)hercegnő neve
- Josefa Idem, keletnémet születésű olasz kajakozó
- Josephine Baker énekesnő
- Jozefina francia császárné (Joséphine de Beauharnais), I. Napóleon felesége
- Lenhossék Jozefina, a híres orvosdinasztia tagja, Lenhossék József lánya, Lenhossék Mihály testvére, Szent-Györgyi Albert édesanyja
- Josefa Ortiz de Domínguez, Querétaro városvezetőjének felesége az 1810-es összeesküvés idején, a mexikói függetlenségi törekvések támogatója